# Strażnica KOP „Kiernówek”
Strażnica KOP „Kiernówek” – zasadnicza jednostka organizacyjna Korpusu Ochrony Pogranicza pełniąca służbę ochronną na granicy polsko-litewskiej.

## Formowanie i zmiany organizacyjne
W 1926, w składzie 6 Brygady Ochrony Pogranicza, został sformowany 21 batalion graniczny. W 1928 w skład batalionu wchodziło 16 strażnic. W 1932 w 3 kompanii KOP „Plekiszki” funkcjonowała strażnica KOP „Podgaj”, którą później przeniesiono do Kiernówka. W latach 1929–1939 strażnica KOP „Kiernówek” znajdowała się w strukturze 3 kompanii KOP „Mejszagoła” z pułku KOP „Wilno”. Strażnica liczyła około 18 żołnierzy i rozmieszczona była przy linii granicznej z zadaniem bezpośredniej ochrony granicy państwowej.
W 1932 obsada strażnicy zakwaterowana była w budynku prywatnym. Strażnicę z macierzystą kompanią łączył trakt długości 9,7 km i droga polna długości 4,3 km.

## Służba graniczna
Podstawową jednostką taktyczną Korpusu Ochrony Pogranicza przeznaczoną do pełnienia służby ochronnej był batalion graniczny. Odcinek batalionu dzielił się na pododcinki kompanii, a te z kolei na pododcinki strażnic, które były „zasadniczymi jednostkami pełniącymi służbę ochronną”, w sile półplutonu. Służba ochronna pełniona była systemem zmiennym, polegającym na stałym patrolowaniu strefy nadgranicznej, wystawianiu posterunków alarmowych, obserwacyjnych i kontrolnych stałych, patrolowaniu i organizowaniu zasadzek w miejscach rozpoznanych jako niebezpieczne, kontrolowaniu dokumentów i zatrzymywaniu osób podejrzanych, a także utrzymywaniu ścisłej łączności między oddziałami i władzami administracyjnymi. Strażnice KOP stanowiły pierwszy rzut ugrupowania kordonowego Korpusu Ochrony Pogranicza.
Strażnica KOP „Kiernówek” w 1932 ochraniała pododcinek granicy państwowej szerokości 6 kilometrów 712 metrów, a w 1938 pododcinek szerokości 9 kilometrów 700 metrów od słupa granicznego nr rzeka Wilja do 648.
Wydarzenia
- W meldunku sytuacyjnym KOP za okres od 21 do 30 listopada 1928 odnotowano: Patrol strażnicy Podgaj zauważył w lasku nad Wilią kilku przemytników przerzucających na stronę polską towary. Mimo obławy, przemytników nie udało się ująć. Przemyt w ilości 40 kg tytoniu i 10 kg sacharyny odstawiono do urzędu celnego[10].

Sąsiednie strażnice
- strażnica KOP „Grabiały” ⇔ strażnica KOP „Drawcze” – 1929[3], 1932[2], 1934[4]
- strażnica KOP „Białozyryszki” ⇔ strażnica KOP „Drawcze” – 1938[5]